# جيروم بونابرت
جيروم بونابرت (بالفرنسية: Jérôme Bonaparte)‏ أو جيرولامو بوونابارتي (1784 – 1860) هو شقيق نابليون وملك وستفاليا

## بدايات حياته
ولد جيروم في أجاكسيو في 15 نوفمبر 1784؛ واشترك في ثروة العائلة في السنوات الأولى من الثورة الفرنسية، وكان وقتها يتعلم في جويلي ودعي عام 1800 إلى جانب أخيه، الذي كان القنصل الأول لفرنسا. وقد رويت عنه العديد من القصص التي تصف طبيعته المتهورة. بينما كان في الحرس القنصلي تبارز مع الأخ الأصغر للجنرال دافو وجُرح. بعد فترة قصيرة نقل إلى البحرية وانطلق إلى جزر الهند الغربية، حتى ترك سفينته وارتحل عبر الولايات المتحدة، عندما حاصره طراد بريطاني. في بالتيمور وقع في حب الآنسة إليزابيث باترسون وتزوجها مع أنها كانت قاصرا. هذا الإهمال نحو الانضباط وقوانين فرنسا أزعج نابليون كثيرا؛ وعندما أحضر جيروم زوجته إلى أوروبا في 1805، أمر الإمبراطور أن يتم إبعادها من دولته. وأراد جيروم عبثا أن يثني إرادة أخيه في مقابلة معه في الإسكندرية. في مايو 1805 استلم قيادة سرب صغير في البحر الأبيض المتوسط، بينما مضت زوجته إلى كامبرويل، حيث ولدت له ابنا. أبحر جيروم في نوفمبر في سرب يقوده العميد ويلوميز، الذي كان من المخطط له أن ينهب جزر الهند الغربية؛ لكن السرب تبعثر في عاصفة. وبعد أن نجح في إتلاف التجارة البريطانية في الأطلسي الشمالي، وصل جيروم بسفينته إلى فرنسا بأمان في أغسطس 1806. جعله نابليون أمير فرنسا، وأعطاه قيادة قسم الألمان الجنوبيين في حملة 1806. بعد معركة يينا استلم جيروم إعلان استسلام عدة بلدات بروسية.

## ملك وستفاليا
بعد أن أبطل زواجه من باترسون بمرسوم إمبراطوري، زوّج الإمبراطور جيروم إلى الأميرة كاثرين أميرة فورتمبرغ؛ وتمشيا مع شروط معاهدة تيسليت (7 يوليو 1807) تمت ترقيته إلى عرش مملكة ويستفاليا الجديدة. هناك أظهر جيروم ولعه بالترف، مع أن الإمبراطور وبخه كثيرا، وانغمس في الغراميات العديدة وركبته الديون. استفادت مملكته من بعض النواحي من الصلة مع فرنسا. فقد ألغيت الإقطاعية وأدخل قانون نابليون وتحرر اليهود من القوانين القمعية. لكن انعدام شعبية حكمه ظهر بالدور الذي لعبه الفلاحون في الانتفاضة الفاشلة بقيادة البارون ويلهلم فون دورنبرغ وضباط وستفاليين آخرين في أبريل 1809. ورغم الضرائب الثقيلة، فقد زادت الديون الرسمية كثيرا؛ وأدى إرسال فريق إلى روسيا في حملة 1812 إلى أن جر الدولة نحو حافة الإفلاس. في الجزء المبكر من تلك الحملة ائتمن جيروم على مناورة مهمة لربما وضعت الجيش الروسي الجنوبي تحت خطر شديد؛ وعند فشله (من المحتمل أنه كان بسبب قلة مقدرته) أخضعه الإمبراطور فورا إلى سيطرة المشير دافو، وعاد جيروم إلى كاسيل.

## سنواته الأخيرة
عاد جيروم إلى فرنسا بعد سقوط النظام النابليوني في ألمانيا في عام 1813، وفي عام 1814 أمضى بعض الوقت في سويسرا وفي ترييستي. وعاد إلى فرنسا في عام 1815، ووضع على إمرة قسم على الجناح الأيسر الفرنسي في معركة واترلو وهاجم هوغومونت بإصرار كبير. وفي زمن تنازل نابليون الثاني مضى جيروم إلى فورتمبرغ، هُدد بالتوقيف ما لم يتخلَ عن زوجته وطفله، وأبقى تحت المراقبة في غوبنغن؛ وأخيرا سمح بالمضي إلى أوغسبرغ، واستقر فيما بعد في ترييستي، أو في إيطاليا أو سويسرا. وماتت زوجته في عام 1835. عاد إلى فرنسا في عام 1847، وبعد ارتقاء لويس نابليون للسلطة، أصبح حاكم ليزانفاليد، ومشير فرنسا ورئيس مجلس الشيوخ. مات في 24 يونيو 1860. وأطفاله هم جيروم نابليون وماتيلد ونابليون جوزف شارل بول؛ كان الأخير بعد ذلك قد عرف باسم الأمير نابليون وأصبح الوريث لثروات السلالة النابليونية.

## قراءات أخرى
الأعمال المهمة المعلقة بجيروم بونابارت هي:
- مذكرات ومراسلات الملك جيروم والملكة كاثرين Memoires et correspondence du roi Jerome et de la reine Catherine (من سبعة أجزاء، باريس، 1861 – 66)
- إخوة نابليون الملوك Les Rois freres de Napoleon (1883) بقلم البارون ألبير دو كاس
- الملك جيروم بونابارت Konig Jerome Napoleon بقلم موريتز فون كايزنبرغ
- زواج بونابارت وباترسون The Bonaparte-Patterson Marriage بقلم وليام توماس روبرت سافيل
- مراسلات الملكة كاترين والملك جيروم الوستفالي مع الملك فريدريك فون فورتمبرغ Briefwechsel der Konigin Katharina and des Konigs Jerome von Westfalen mit Konig Friedrich von Wurttemberg بقلم أوغست فون شلوسبرغر (شتوتغارت، 1886 – 87) وأكمل عليه دو كاس في كتاب المراسلات غير المنشورة للملكة كاترين الوستفالية Correspondence inedite de la reine Catherine de Westphalie(باريس، 1888 – 93)
- جيروم بونابارت ملك وستفاليا Jerome Napoleon, roi de Westfalie بقلم أندري مارتينيه (باريس، 1902).